# Rue de La Rochefoucauld (Boulogne-Billancourt)
Pour les articles homonymes, voir La Rochefoucauld.
La rue de La Rochefoucauld est une voie de Boulogne-Billancourt, en France.

## Situation et accès
La rue de La Rochefoucauld relie l’avenue Jean-Baptiste-Clément d’où elle se situe dans le prolongement de la rue du Parchamp à la rue Denfert-Rochereau au-delà de laquelle elle se prolonge par la rue Gutenberg. Elle croise la rue Gambetta et donne accès au passage des Nymphéas et à la rue Bartholdi.
Cette rue est à sens unique avec double-sens-cyclable.
La rue est desservie par la station de métro Boulogne - Pont de Saint-Cloud sur la ligne 10 du métro de Paris

## Origine du nom
Son nom est celui de l’abbesse de Montmartre, seigneur de Boulogne de 1134 à 1790.

## Historique
La rue est ouverte en 1750. Les blanchisseries qui étaient concentrées rue des Menus s’y installent. En 1901, la rue comptait une centaine de blanchisseuses et de repasseuses .

## Pour approfondir